# Bertram Allen
Bertram Allen (1 de agosto de 1995) es un jinete irlandés que compite en la modalidad de salto ecuestre. Ganó una medalla de oro en el Campeonato Europeo de Saltos Ecuestres de 2017, en la prueba por equipos.

## Palmarés internacional
| Campeonato Europeo | Campeonato Europeo  | Campeonato Europeo | Campeonato Europeo |
| Año                | Lugar               | Medalla            | Categoría          |
| ------------------ | ------------------- | ------------------ | ------------------ |
| 2017               | Gotemburgo (Suecia) | Medalla de oro     | Por equipos        |